# Cumberlandia monodonta
Cumberlandia monodonta é uma espécie de bivalve da família Margaritiferidae.
É endémica dos Estados Unidos.